# American Counseling Association
American Counseling Association (ACA) ist eine gemeinnützige Organisation aus den Vereinigten Staaten.
Die ACA widmet sich dem Ausbau und der Förderungen des Beraterberufes und derer, die ihn ausüben.
ACA wurde 1952 gegründet. Die Organisation hat ihren Sitz in Alexandria im US-amerikanischen Bundesstaat Virginia. ACA ist weltweit die größte Organisation, die exklusiv nur professional counselors repräsentiert. Gegenwärtiger Präsident ist Gerard Lawson.

## Bereiche
- Association for Assessment in Counseling and Education (AACE)
- Association for Adult Development and Aging (AADA)
- Association for Creativity in Counseling (ACC)
- American College Counseling Association
- Association for Counselors and Educators in Government (ACEG)
- Association for Counselor Education and Supervision (ACES)
- Association for Gay, Lesbian and Bisexual Issues in Counseling (AGLBIC)
- Association for Multicultural Counseling and Development (AMCD)
- American Mental Health Counselors Association (AMHCA)
- American Rehabilitation Counseling Association (ARCA)
- American School Counselor Association (ASCA)
- Association for Spiritual, Ethical, and Religious Values in Counseling (ASERVIC)
- Association for Specialists in Group Work (ASGW)
- Atrocity Crimes Advisory Group
- Counseling Association for Humanistic Education and Development (C-AHEAD)
- Counselors for Social Justice (CSJ)
- International Association of Addiction and Offender Counselors (IAAOC)
- International Association of Marriage and Family Counselors (IAMFC)
- National Career Development Association (NCDA)
- National Employment Counseling Association (NECA)